# محوطه تاریخی خمسیان
محوطه تاریخی خمسیان مربوط به دوره سلجوقیان است و در شهرستان صدوق، بخش خضرآباد، دهستان ندوشن، حومه شمال شرقی روستای خمسیان واقع شده و این اثر در تاریخ ۱۸ شهریور ۱۳۸۷ با شمارهٔ ثبت ۲۳۱۶۹ به‌عنوان یکی از آثار ملی ایران به ثبت رسیده است.